# Confederação Alemã das Câmaras de Indústria e Comércio
DIHT (em alemão: Deutscher Industrie- und Handelskammertag) é a Confederação Alemã das Câmaras de Indústria e Comércio, com sede em Berlim. A DIHT repesenta os interesses da Indústria e do Comércio da Alemanha com o objetivo de influenciar as decisões da política nacional e das instituições europeias.